# サブちゃんと歌仲間
『サブちゃんと歌仲間』（サブちゃんとうたなかま）は、2013年4月6日から2023年3月25日まで北島三郎がホストを務め、BSテレ東（2018年9月まではBSジャパン）で放送されていた音楽番組である。これは第2期シーズンであり、1996年4月3日から2012年12月29日までテレビ東京ほかの地上波にて全875回の第1期シーズンが放送されていた。

## 概要

### 第1期
演歌の新譜を扱う番組で1996年4月3日放送開始。歌の披露、北島と出演者とのトーク、視聴者からのおたより紹介で構成されている。
番組は北島が所属する芸能事務所の北島音楽事務所と同じく北島が所属する音楽ソフトメーカーの日本クラウンによって制作されているため、原則として北島音楽事務所所属か、日本クラウンとアーティスト契約している演歌歌手と若手フォークソングシンガーが登場することになっている。ただし、極稀にこの条件に当てはまらない演歌歌手や若手フォークシンガーが出演することもある。
放送はテレビ東京ほかで行われているが、あくまでも番組販売で放送されている番組である。2010年10月以前はテレビ北海道（TVh）以外のテレビ東京系列局で放送されていた。後述の通り、番組制作会社のテーク・ワンが制作スタッフ派遣・技術協力していることから、親会社であるテレビ大阪（TVO）が事実上の制作キー局であることがうかがえる。ただし、TVOは2010年9月限りで放送を終了している。
なお、北島の出身地である北海道でのネット局がTVhではなく、日本テレビ系列の札幌テレビ（STV）であるのは、TVhの公式サービスエリアが拡大途上にあることからと言われているが、詳細については不詳である。また、TVOが放送を終了した理由も不詳である。その後、TVQ九州放送が2012年3月31日をもって一旦放送を終了したが、同年10月6日より再開することとなった。
2012年12月29日のテレビ東京放送分をもって最終回を迎えた。

### 第2期
2013年4月からはテレビ東京系列のBS放送局・BSジャパンで放送再開。但し、再放送ではなく、新規シリーズとなっている。

## シリーズの終焉
2023年、番組ホストを務める北島が「芸道60周年（を迎えたこと）を機に幕を下ろしたい」という意向を示したことにより、2023年3月25日の放送をもって番組が終了。1996年4月から開始したシリーズは中断期間含めて27年の歴史に幕を降ろした。

## スタッフ
- ナレーター：白井京子
- 企画：日本クラウン、北島音楽事務所
- TD：平野善男
- カメラ：竹原史晃
- 照明：山本聖、石川陽一
- 音声：清家克己、渥美慶太郎
- TK：鈴木弘子
- CG：神山美紀
- EED：町田光（3one）
- MA：斎藤健二（3one）
- キャスティング：臼井久量、天沼直哉（日本クラウン）
- ディレクター：荻原好武・佐藤康昭（BMC）
- プロデューサー：徳永孝守（日本クラウン）、上登野英貴（BMC）、大野竜（北島音楽事務所）
- 技術協力：千代田ビデオ
- 制作協力：BMC
- 製作：日本クラウン、第一興商

## ネット局（1期）
| 放送地域              | 放送局                 | 放送系列              | 放送日時                          | 備考                                                            |
| 第1期終了時のネット局 | 第1期終了時のネット局  | 第1期終了時のネット局 | 第1期終了時のネット局             | 第1期終了時のネット局                                           |
| --------------------- | ---------------------- | --------------------- | --------------------------------- | --------------------------------------------------------------- |
| 関東広域圏            | テレビ東京 (TX)        | テレビ東京系列        | 土曜日 5:45 - 6:15                |                                                                 |
| 愛知県                | テレビ愛知 (TVA)       | テレビ東京系列        | 土曜日 4:45 - 5:15                |                                                                 |
| 岡山県・香川県        | テレビせとうち (TSC)   | テレビ東京系列        | 日曜日 5:45 - 6:15                |                                                                 |
| 福岡県                | TVQ九州放送 (TVQ)      | テレビ東京系列        | 土曜日 6:30 - 7:00                | 2012年4月から9月までは放送休止。                                |
| 北海道                | 札幌テレビ (STV)       | 日本テレビ系列        | 金曜日 2:23 - 2:53 （木曜日深夜） |                                                                 |
| 青森県                | 青森放送 (RAB)         | 日本テレビ系列        | 日曜日 5:45 - 6:15                | 深夜時間帯に放送していた時期もある。                            |
| 秋田県                | 秋田放送 (ABS)         | 日本テレビ系列        | 日曜日 1:48 - 2:18 （土曜日深夜） |                                                                 |
| 石川県                | テレビ金沢 (KTK)       | 日本テレビ系列        | 日曜日 5:40 - 6:10                |                                                                 |
| 広島県                | 広島テレビ (HTV)       | 日本テレビ系列        | 月曜日 1:20 - 1:50 （日曜日深夜） |                                                                 |
| 山口県                | 山口放送 (KRY)         | 日本テレビ系列        | 木曜日 1:29 - 1:59 （水曜日深夜） |                                                                 |
| 高知県                | テレビ高知 (KUTV)      | TBS系列               | 月曜日 1:00 - 1:30 （日曜日深夜） |                                                                 |
| 長崎県                | 長崎放送 (NBC)         | TBS系列               | 日曜日 5:45 - 6:15                |                                                                 |
| 千葉県                | チバテレ (CTC)         | 独立局                | 火曜日 8:30 - 9:00                |                                                                 |
| 群馬県                | 群馬テレビ (GTV)       | 独立局                | 火曜日 9:00 - 9:30                | 金曜日 9:00 - 9:30に再放送を行っていた。                        |
| 岐阜県                | 岐阜放送 (GBS)         | 独立局                | 月曜日 8:25 - 8:55                |                                                                 |
| 滋賀県                | びわ湖放送 (BBC)       | 独立局                | 金曜日 8:00 - 8:30                |                                                                 |
| 和歌山県              | テレビ和歌山 (WTV)     | 独立局                | 金曜日 10:00 - 10:30              |                                                                 |
| 日本全域              | 第一興商スターカラオケ | CS放送                | 火曜日 7:00 - 7:30 （初回放送）   |                                                                 |
| 過去のネット局        |                        |                       |                                   |                                                                 |
| 大阪府                | テレビ大阪 (TVO)       | テレビ東京系列        |                                   | 2010年9月まで放送。                                             |
| 岩手県                | テレビ岩手 (TVI)       | 日本テレビ系列        |                                   | 2002年4月まで放送。                                             |
| 富山県                | 北日本放送 (KNB)       | 日本テレビ系列        | 金曜日 10:30 - 11:00              | 1997年4月4日にネット開始するも同年9月19日以降放送されていない。 |
| 大分県                | 大分朝日放送 (OAB)     | テレビ朝日系列        |                                   |                                                                 |

## ネット局（2期）
テレビ東京系列
- BSテレ東 土曜日 5:30 - 6:00（2013年4月6日 - ）
- BSテレ東4K